# Skanør Borg
Skanør Borg var en dansk borg som lå i middelalderens Skanør. Nord for Skanør Kirke ligger endnu resterne af borgen.
Borgbanken er rundoval og var omgivet af volde og grave. Der er påvist rester af et 16 meter langt stenhus på banken foruden andre bygninger. Fund af mønter antyder, at borgen er opført cirka 1230. Borgen blev opført for at kontrollere handelen på Skånemarkedet. Den danske konges foged (≈ gældkeren) har opholdt sig på borgen og blandt andet opkrævet afgifter fra markedet. Sildemarkedet på halvøen Skanør-Falsterbo var sammen med Øresundstolden Danmarks største indkomstkilde i det sene middelalder. I 1312 overtog tyskerne borgen. På samme tid opførtes slottet Falsterbohus i det nærliggende Falsterbo og borgen i Skanør mistede en del af sin betydning. Borgen var endnu i brug til 1425, hvorefter Falsterbohus helt overtog den kongelige administration.